# Галковиці
Галковиці (пол. Gałkowice) — село в Польщі, у гміні Двікози Сандомирського повіту Свентокшиського воєводства.
Населення — 289 осіб (2011).
У 1975-1998 роках село належало до Тарнобжезького воєводства.

## Демографія
Демографічна структура на день 31 березня 2011 року:
|          | Загалом | Допрацездатний вік | Працездатний вік | Постпрацездатний вік |
| -------- | ------- | ------------------ | ---------------- | -------------------- |
| Чоловіки | 146     | 37                 | 95               | 14                   |
| Жінки    | 143     | 31                 | 83               | 29                   |
| Разом    | 289     | 68                 | 178              | 43                   |